# Longitarsus scutellaris
Longitarsus scutellaris là một loài bọ cánh cứng trong họ Chrysomelidae. Loài này được Rey miêu tả khoa học năm 1874.